# A turizmus története

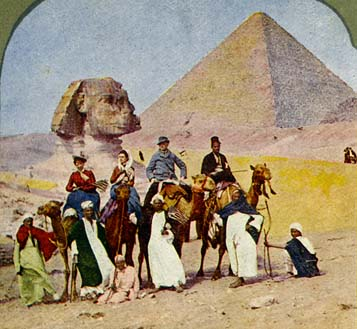
19. századi utazók a Kheops-piramisnál

A turizmus története az emberiség fejlődésének fő szakaszaihoz kapcsolódik. A turizmus történetének ismerete hozzásegít a modern turizmus megértéséhez illetve a jövőbeli tendenciák érzékeléséhez is.
A szervezett turizmus (régebbi nevén idegenforgalom) alig kétszáz éves múltra tekinthet vissza. 1841-ben Thomas Cook, az angliai South Midland Temperence Associaton titkára, kirándulást szervezett Loughborough-ba. Ez 10 mérföldes vonatos kirándulás volt, és 1 schillingbe került az utazás oda és vissza. 570 résztvevője volt. Maga Cook volt az idegenvezető. Az utazás sikere további utak megszervezésére motiválta. Tevékenységét 1845-ben legalizálta és megalapította a nagy hagyományú Cook utazási irodát.

## Az őskortól a középkorig

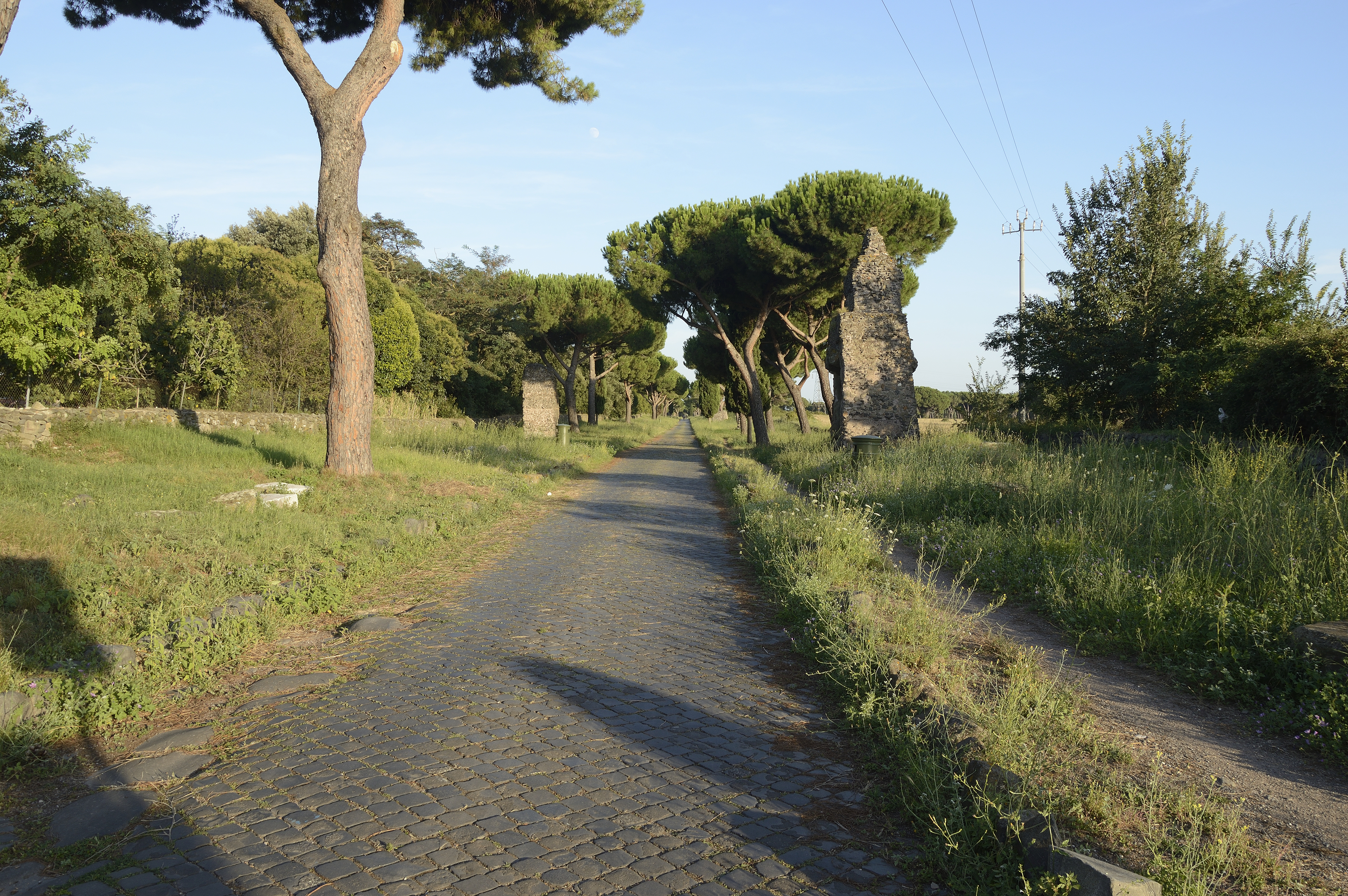
A Via Appia maradványai Rómában

Az ősember elsősorban élelemszerzés céljából indult útjára. Vándorlásai során bejárta a földrészeket. Ahol "normális" életvitelt lehetővé tevő körülményeket talált ideiglenesen vagy véglegesen letelepedett.
Kb. hatezer évvel ezelőtt Babilonban és Egyiptomban útnak indultak a kereskedők. Ekkor jöttek létre az első kereskedelmi szálláshelyek. A korai turizmus fő formái az üzleti (kereskedők) vagy hivatással járó (futárok, közigazgatási tisztségviselők) és a vallási célzatú utazások (zarándoklatok) voltak. Az i. e. 776 óta megrendezett ókori olimpiai játékokra a görögök szabályosan szervezték a közönséget. Hírnökök járták be a vidéket és felszólították a lakosságot a játékok meglátogatására. Hippokratész a vizek gyógyhatásainak leírásait is felhasználta munkáiban és azt ajánlotta kortársainak.
A Római Birodalom is kitűnő feltételeket biztosított az utazáshoz. Kiépített úthálózat, az utak mellé telepített fogadók és az utazások biztonsága nemcsak a birodalom igazgatását és kereskedelmét segítette, hanem a szabadok kedvtelési célú utazásait is. A tengerparti üdülések, a gyógyhelyekre, a szentélyekhez, rokonokhoz és barátokhoz való utazások az életük szerves részévé vált. A 19. század közepéig hasonló intenzitású turizmusra nem lehetett példát találni.
A középkor feudális társadalmára a helyhezkötöttség volt a jellemző. Az utazás ebben az időben ugyancsak elszórt volt. A legnagyobb tömegeket a zarándoklatok mozgatták meg. A jobbágyrendszer és a háborúskodás, a rossz közbiztonság nem kedvezett az utazókedvnek. A középkor utolsó szakaszában nemcsak kereskedelmi és vallási célú utazásokat tettek, hanem városlátogató és kulturális turizmus csírái is megfigyelhetőek (egyetemek – tanár és diákcsere, céhlegények – vándorlásai, papi látogatások – zarándoklatok). Egyes ismertebb személyek, mint Leonardo da Vinci is tett számos, mai értelemben turisztikai célú látogatást különböző városokban a művészeti ismeretei bővítéséért.

## Az újkorban
Az újkorban az anyagi helyzet megváltozásával bővült az utazókedvű privilegizált réteg, amelyben megjelent az "új középosztály". Az ipari forradalom vívmányai ugrásszerű változást hoztak a közlekedés fejlődésében.

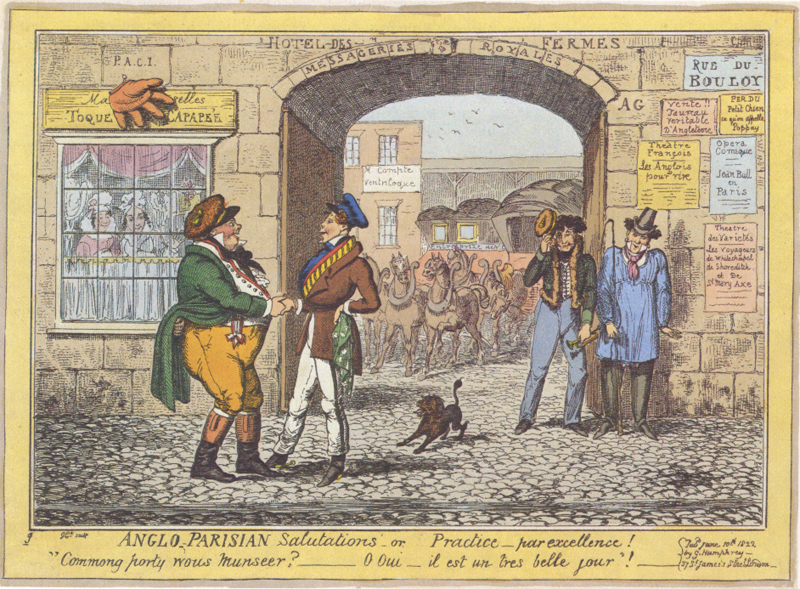
Egykori utazásszervezők plakátja: angol út Párizsba

A turizmus történetének sokat idézett szakasza, hogy a 16. században angliai I. Erzsébet (1533–1603) az udvari állásokra ácsingózó nemes ifjakat arra ösztönözte, hogy tanulmányaikat a kontinensen azaz Európában tett körutazással tegyék teljessé. Ez a szokás a 17. századra általánossá vált Franciaországban és egész Nyugat-Európában. Ezt a „körutazást” Grand Tour-nak azaz „nagy túrának” nevezték.
A 19. századtól az amerikaiak is átvették ezt a szokást, de a túrát lerövidítették néhány hónapra. A fő motiváció a tanulmányút helyett a kedvtelésre és a szórakozásra változott. A túrázás alakította ki ill. javította fel a kedvelt nagyvárosok, Párizs, Velence, Firenze, Róma, majd Aix-en-Provence, Montpellier és Avignon imázsát, presztízsét. A turizmus fellendült, amikor a vasút és a gőzhajó a 19. század közepétől elkezdte önteni a brit turisták tömegeit. Ekkor még külön turisztikai szolgáltatások nem álltak rendelkezésre, csak azok, amelyek bárki másnak. (Bér- és postakocsi, fogadók, menedékházak, panziók, valamint a hitellevél és a váltó.)

### Az ipari forradalom, a vasút és a gőzhajó kora
A 18. század vége felé kibontakozott ipari forradalom olyan változásokat hozott először Anglia, majd a többi fejlett ország társadalmi és gazdasági életében, amelyek a modern turizmusnak is megteremtették az alapját. A gazdaság fokozott iparosítása, egyrészt a lakosság létszámának gyarapodását, másrészt a társadalom szerkezetének átalakulását vonta maga után. Megindult a városiasodás, ami a falusi lakosság arányának a csökkenésével járt.

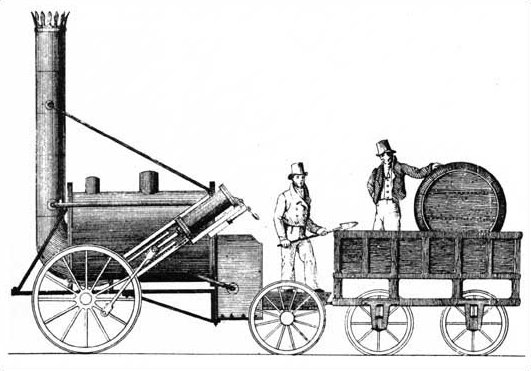
Az első gőzmozdony rajza

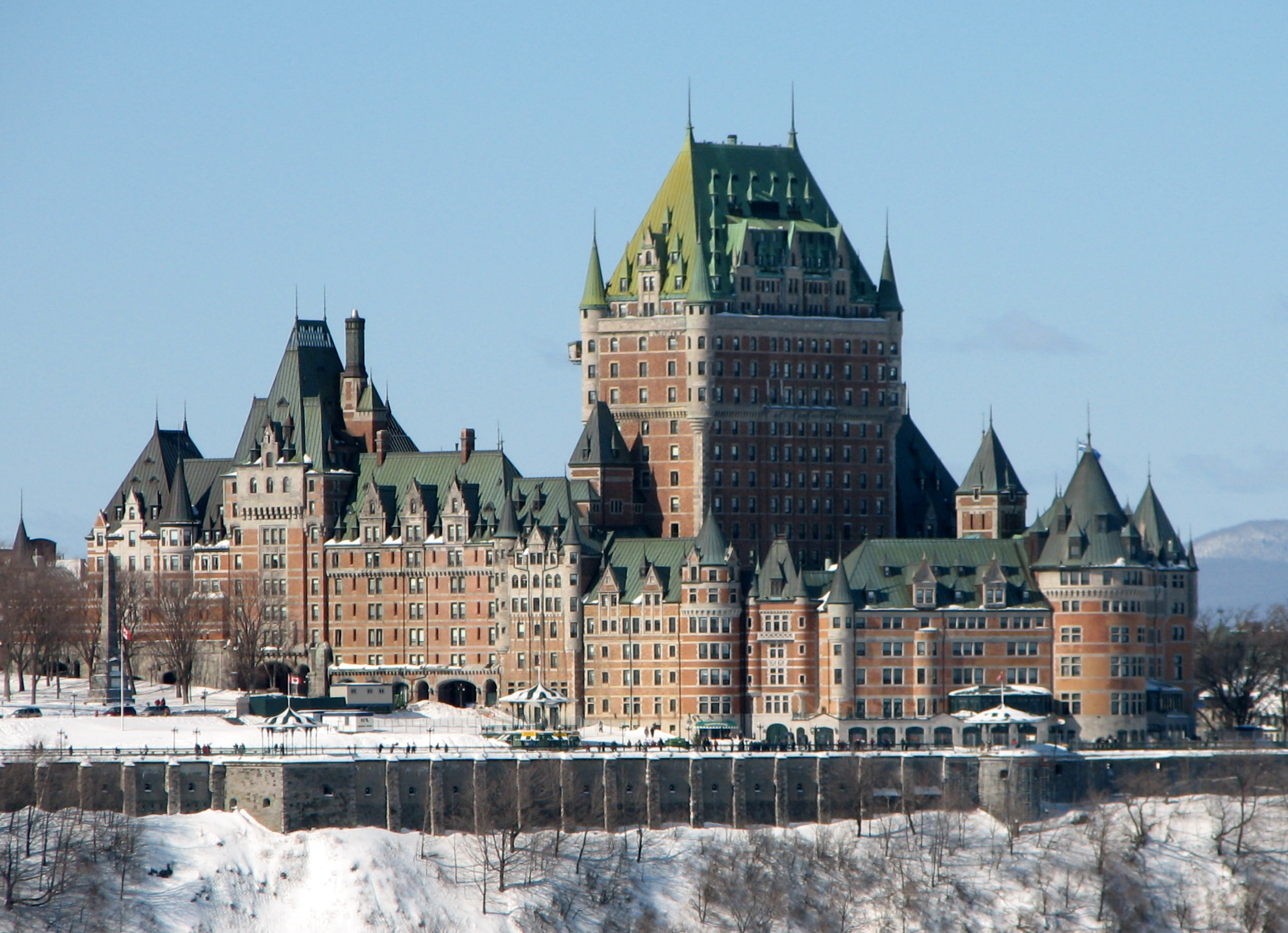
Château Frontenac szálloda Kanadában

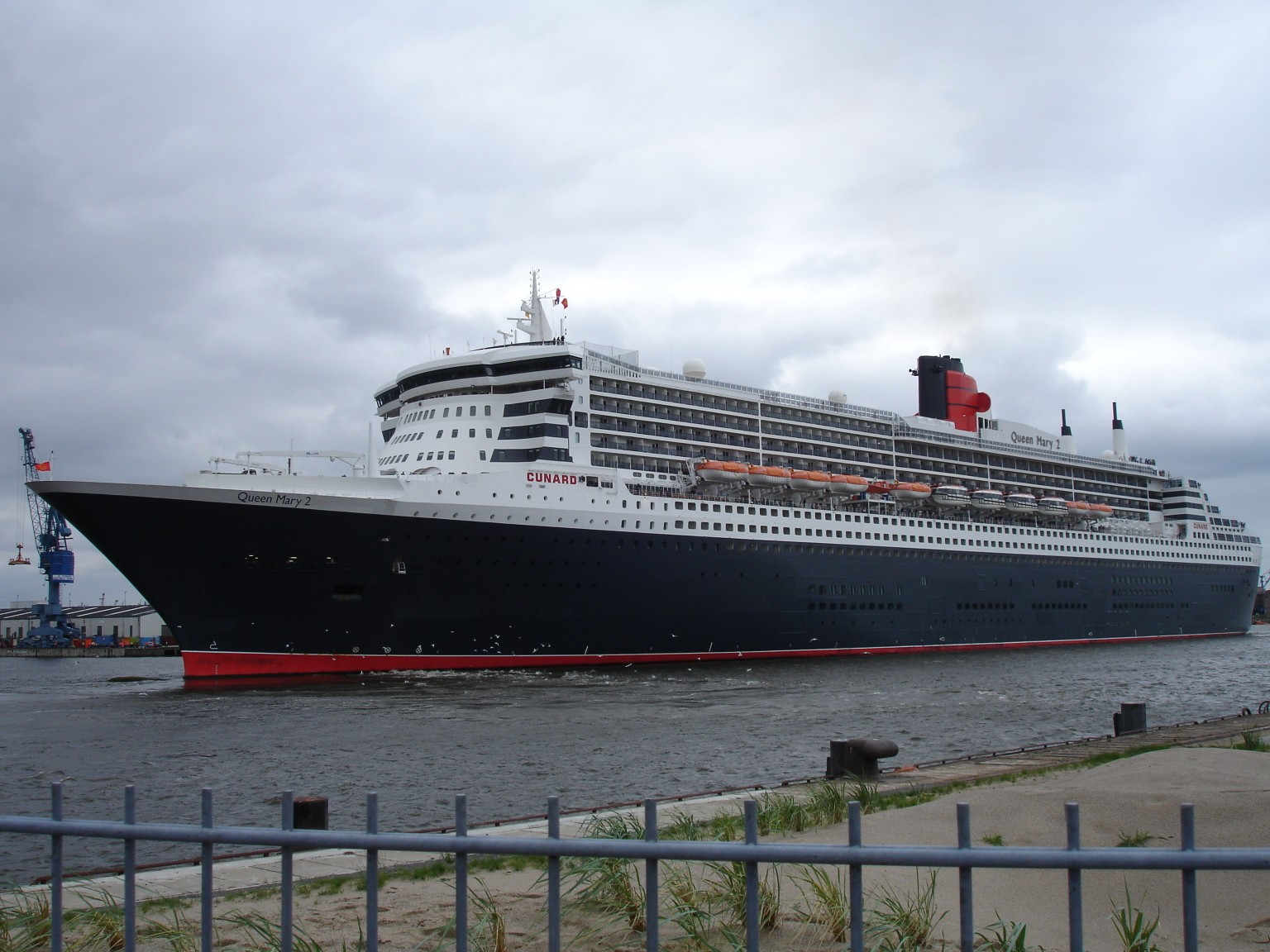
Queen Mary 2 óceánjáró Hamburgban

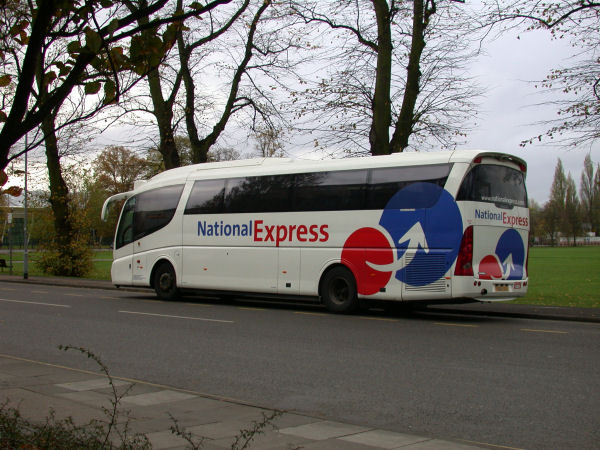
Nemzetközi buszjárat

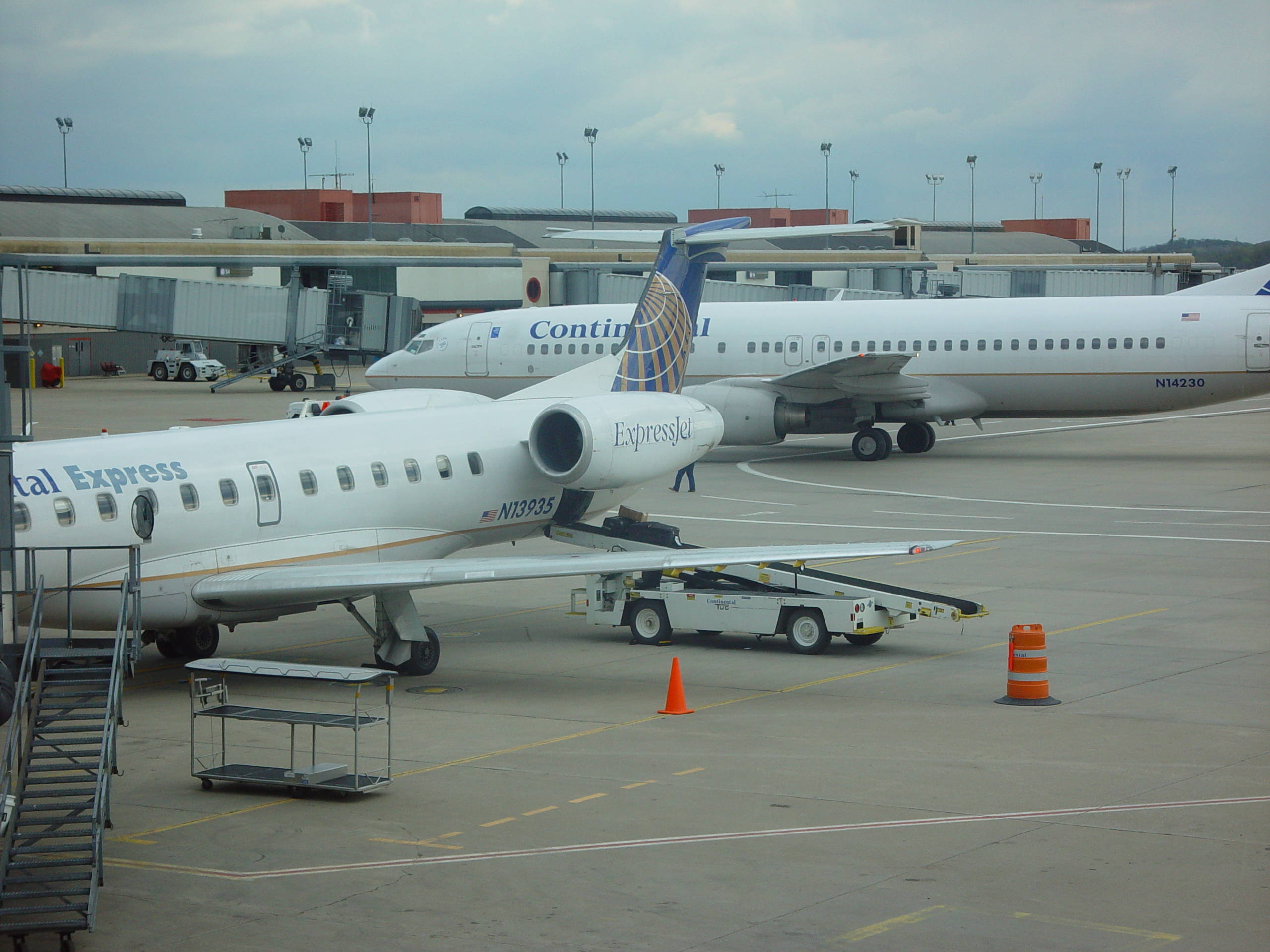
A tömegturizmus legmodernebb módja a repülőgép

Az új társadalmi szektorok közül a turizmusra különösen kettő volt erős ráhatással. Az egyik a városi lakosság (döntően az északi és a közép-angliai ipari körzetekben), amely a gyorsan népszerűvé vált vonatkirándulások fő közönsége volt. A másik a pénztőke tulajdonosai és közvetítői, akik a földhöz már nem kötődve, gazdaságukkal a távolabbi külföldi utazások főszereplőivé váltak.
A személyek oldaláról az utazások kialakulásához kétféle feltétel volt szükséges: a lehetőséget adó tényezők (kereslet) és az utazási indíték. Az elsőt a szabadidő és az alapvető szükségletek kielégítését követően fennmaradó szabadrendelkezésű (diszkrecionális) jövedelem megléte jelenti, a másodikat a motiváció. Az iparosodással és a városiasodással ezek a feltételek teremtődtek meg egyre tömegesebb mértékben. A másik oldalon a kínálat oldalán, az utazást lehetővé tevő tárgyi feltételek, és szolgáltatások jelenléte szükséges, hogy az utazási igény realizálódhasson. Ezek mindenekelőtt a közlekedési lehetőségek, valamint mindazon szolgáltatások, amelyre az otthonától távollévő turistának utazása és tartózkodása idején szüksége van. (szállás, étkezés, szórakozási és vásárlási lehetőség, valamint a biztonság. Ezekkel a tulajdonságokkal sokféle fogadóterület rendelkezik, s ezekből mi alapján lehet választani? Ez a tényező a turisztikai vonzerő (attrakció), amelyre a turista motivációja alapvetően irányul. A turizmus előtörténete azt mutatja, hogy a fő helyváltoztatási és utazási formák ott alakultak ki, ahol ezek a feltételek együttesen létrejöttek.
A korszakot a közlekedési technika forradalma vezette be. James Watt 1778-ban felfedezi a gőzgépet. Ezt követte a gőzhajó (Robert Fulton 1807-ben) és a gőzmozdony (George Stephenson 1817-ben)].
A vasutak először a kereskedelmi utazókra összpontosították figyelmüket. A vasúttársaságok inkább a különféle szolgáltatásokkal, mint az árak területén versenyeztek. Hamarosan felfedezték a kirándulókban azt az új útiközönséget, amelyre biztonsággal számíthattak és kedvezményes tarifákat vezettek be. Különjáratokat is indítottak részükre. Ezzel kitalálták a mai charterrepülők ősét.
Az igazi újdonságot Thomas Cook vezette be 1841-ben. A szervezett csoportos utaztatást hozta létre, amellyel megvetette a későbbi tömegturizmus alapját. Az első londoni világkiállításon már 6 millió látogatót számoltak. A látogatók több, mint fele vonattal utazott és utazásukat a Cook utazási iroda szervezte. Miután a hatalmas látogatóforgalom elszállásolása állandó gondot jelentett, nagy szállodaépítési korszak vette kezdetét. Az első vállalkozók maguk a vasúttársaságok voltak. (a pályaudvarok közelében) A magas tőke igények miatt a szállodák hamarosan láncokba szerveződtek.
A technikai fejlődést társadalmi változások is kísérték. Ezeket nem részletezve, fellendültek a családi utazások, főleg a tengerpartokra. Az üdülőhelyeken a klasszikus szolgáltatások mellett jelentős szórakoztatóipar is kifejlődött. Az angol turisták számára a fő vonzerőt a tengerparti üdülők (például Deauville) majd később a svájci hegyek (síüdülések) jelentették.
Új közlekedési lehetőséget a mélytengeri gőzhajózás megjelenése nyújtott a turisták számára. A P & O 1838-ban vezette be első menetrendszerű járatát a Távol-Keletre, amelyet a Cunard észak-amerikai járatainak megnyitása követett 1840-ben. Thomas Cook 1866-ban szervezte meg az első hajóutat az Amerikai Egyesült Államokba a brit turisták számára. A Szuezi-csatorna 1869. évi megnyitása a P & O távol-keleti járatait tette mind népszerűbbé.

### A 20. század, a tömegturizmus kora
A 19. század végére megszülettek azok a találmányok, amelyeknek alkalmazása és elterjedése meghatározta a 20. század turizmusát. Nikolaus August Otto 1876-ban feltalálta a robbanómotort, s Gottlieb Daimler és Karl Benz 1886-ban – egymástól függetlenül – megalkotta a gépkocsit. 1896-ban Karl Benz megalkotja az első autóbuszt. 1897-ben Dunlop találmánya alapján a Michelin gyár kifejleszti az első pneumatikus gumiabroncsot. A Wright fivérek 1903-ban hoztak létre a repülőgépet, mely a 20. század közepére, a gépkocsihoz hasonlóan a turizmus egyik fő közlekedési eszköze lesz. Magyarországon Csonka János megépíti az első magyar autót (a Bánki-Csonka féle benzinporlasztóval), majd 1910-ben az első magyar autóbuszt.
Az I. világháború a turizmus fejlődési folyamatát megszakította. Ennek egyik fő oka, hogy a legtöbb országban bevezették az útlevelet. A háború utáni fellendülést félbeszakította az 1929-1933. évi gazdasági válság. Ez az állami beavatkozást vonta magával, ami a II. világháború után a Marshall-segély kezelése folytán tovább fokozódott. A vasút virágkora 1830-tól egy századon keresztül 1930-ig tartott. A személyautó majd az autóbusz elterjedése szüntette meg a vasút monopóliumát. Ez a személyes utazások nagymértékű fellendüléséhez vezetett, ami a motel (szálláshely)ek és Kempingek, elterjedését segítette elő. A hajót 1958-tól szorította ki. Napjainkban a vízi közlekedés két területen jelentős: a komphajózásban s a tengeri körutazásban. Az autós turizmusnak két gyorsan elterjedő formája van: a lakókocsi és a gépkocsi kölcsönzés Az előző összefügg a kempingek elterjedésével. A másik fő közlekedési eszköz a repülőgép. Előbb a propelleres gépek, majd 1958-tól a Boeing 707 belepésével a lökhajtásos repülők mutatták a sebesség és a kényelem fokozódását.
A charter járatok és a csomagutak elterjedése a tömegturizmus kialakulásának egyik fő hajtó ereje volt.
A repülőgép napjainkban meghatározó az autóbusszal együtt a hivatásturizmus és az interkontinentális utazások területén. A közúti közlekedésben máig nem sikerült átfogó szabályozást elérni, amit az autópályák nyári zsúfoltsága, a városi közlekedési dugók, s a parkírozási gondok szemléltetnek. A légi közlekedésben már 1914-ben megalkották a nemzeti légtér elvet, s 1944-ben a Chicagói konvenció előírta a kormányoknak a kétoldalú megállapodások kötelezettséget, a tarifákat a IATA (International Air Transport Association) szabályozta. A fő gond napjainkban az európai légtér és a repülőterek zsúfoltsága, valamint a repülőgép-eltérítések és a terrorista akciók elleni védelem.
A két világháború közötti időszakban már a kormányok is kezdtek felfigyelni. Egymás után születtek meg a turisztikai-kormányszervek alapvetően a propagandatevékenység ellátására, illetve a statisztikai számbavétel gondozására. Döntő változást hozott a fizetett szabadság jogának törvényi elismertsége a 2. világháború előtt. A Nemzetközi Munkaügyi Szervezet (ILO) javaslatára 1937-ben húsz ország törvényhozása ismerte el ezt a jogot. Ez tette lehetővé, hogy széles tömegek rendelkezzenek szabadidővel a turizmus gyakorlásához.
Az 1945 után bekövetkezett fejlődésben több szakasz volt megfigyelhető. Az első szakaszban a nemzetközi utazásokra és azok gazdasági hátasaira (devizahozam, munkahelyek és jövedelmek létrehozása) tevődött a hangsúly Az 1963-as romai ENSZ konferencia a nemzetközi utazásról csak a nemzetközi látogató és a turista fogalmakat definiálta statisztikai célokra. Emellett az utazási könnyítésekre hozott ajánlásokat.
Az 1973-as olajválság ismételten új szakaszt nyitott. Az energiaárak drágulása megnehezítette a közlekedést. A Római Klub jelentései a globális problémák átértékelését is bemutatta. Így a nemzetközi turizmus nem mindenki szamara előnyös pozitív gazdasági hatásokkal jár, negatív hatásokat gyakorolhat a fogadóterületek természeti és kulturális környezetére. (például szezonon kiüli kapacitás kihasználatlanság, a külföldi tökének való kiszolgáltatottság. A turizmus fejlesztését komolyan kell venni! Ehhez integrált tervezés kell, magas szintű professzionalizmus, szakemberképzés kell, ami felveti a kormányok felelősséget is, A nemzetközi turizmus az összforgalom tizedet képezi csak. Az összturizmus a belföldi és külföldi együtt, kiterjed az egész Földre, s jelentősége sem csupán gazdasági. A turizmus hajdani szűk értelmezése kibővült, mint ahogy szerepe is megváltozott.

### A 21. század, a legjelentősebb üzleti ág
1980-ban a turizmusról világkonferenciát rendeztek Manilában. Ez ugyan még nem a 21. század század kezdete volt, de egy új szakasz nyitányát jelezte. Ezen dolgozták ki és fogadták el a Manilai Nyilatkozatot, amely megfogalmazta a turizmus korszerű koncepcióját.

„Az emberiség társadalmi, kulturális és gazdasági fejlődésével foglalkozó valamennyi elemzésnél figyelembe kell venni a belföldi s a nemzetközi turizmust, ezek ugyanis ma már az élet szerves részét képezik. Tekintettel a turizmus jelentőségére s arra, hogy az emberek egyre nagyobb számban utaznak turisztikai vagy egyéb céllal, a hatóságoknak nagyobb figyelmet kell fordítaniuk a belföldi s a nemzetközi turizmus alakulására, hogy azok a társadalom más alapvető tevékenységeivel összhangban fejlődjenek. ”

–  A manilai konferencia anyagából

Hangsúlyozza a belföldi turizmus jelentőségét, kiemeli, hogy a turizmus nem csupán gazdasági kategória, hanem jelentős politikai, társadalmi, kulturális és nevelési tényező, fontos környezeti hatásai vannak. Alapvető szerepe van az élet minőségének alakulásában. A nyilatkozat meghatározta az állam felelősségét a turizmus fejlesztésében!
A nyolcvanas évtizedben bekövetkezett átmeneti megtorpanást a nemzetközi turizmusban, ismét újabb fellendülés követte. 1989-ben az Interparlamentáris Unió és a WTO közösen megrendezett első Interparlamentáris Konferenciája a turizmusról, a Hágai nyilatkozatban a turizmus ellenőrzött fejlesztésére hív fel s hangsúlyozza , hogy ezt a nemzeti fejlesztési stratégiák is tartalmazzák.
Új elemként merül fel a szakképzés korszerűsítésének, valamint a turisták biztonságának fokozott követelménye. A nyilatkozat legfontosabb eleme az, hogy a turizmust a törvényhozó testületek figyelmébe ajánlja, javasolva hogy a turizmus feltételeit megfelelő módon szabályozzák és lehetőleg foglalják törvénybe a nemzetközi turizmus politikát, a fő célkitűzéseit és megvalósításának kereteit.
1990-ben a közép- és kelet-európai rendszerváltozással egy 300 milliós piac nyílt meg a világturizmus számára.
1992-ben a WTO riói Föld-csúcstalálkozón az Agenda 21 program elfogadása, mely a fenntartható fejlődés megvalósításának feltételeit határozta meg a turizmusban. Az Európai Unió területén 1995-ben életbe lépett a Schengeni egyezmény, megvalósult a belső határok eltűnése, megszűnnek a határformalitások. 1999-ben a WTO XIII. Közgyűlése elfogadta a Turizmus Globális etikai kódexét. A WTO Nizzai Világkonferenciája határozott a turizmus gazdasági hatásának méréséről.
2002 az ökoturizmus éve volt. WTO+UNEP rendezi meg a kanadai Quebecben az Ökoturisztikai Világtalálkozót. A Quebeci Nyilatkozat→ajánlásokat fogalmazott meg az ökoturizmus és általában a fenntartható turizmus fejlesztésével kapcsolatos felelősségről, feladatokról.
Az elmúlt évtizedek turizmusának fő jellemzőit a következőkben foglalhatjuk össze.
- a külső tényezők esetenként kedvezőtlen változása (2. olajválság, a gazdasági fejlődés lelassulása, környezeti problémák kiéleződése) ellenére a turizmus dimenziói tovább nőnek s a formák egyre változatosabbak lesznek. Olyan válság nem volt, ami az életmód radikális megváltoztatására kényszerítette volna az embereket. A turizmus az életmód szerves tartozéka. Ahol a társadalmi, gazdasági fejlettség lehetővé tette a kialakulását, ugyanakkor a változó életstílus kifejezője, hogy az emberek áruk helyett egyre több szolgáltatást vesz igénybe, amelyek a szabadidőhöz, annak is a lakáson kívüli részéhez kapcsolódik.
- növekvő hangsúlyt kapott a turisták részéről a természeti és a kulturális környezet, a szolgáltatások minősége s a személyes biztonság iránti igény, amit a fogadóterületek igyekeztek kielégíteni az erős verseny miatt.
- a professzionalizmus iránti igényt fokozta az integrált tervezés, a marketing és a vállalatvezetéssel szemben megfogalmazott igény.
- kiemelt figyelmet kapott a szakképzés és a lakosság turisztikai nevelése.
- továbbra is sok helyen feladat maradt a turizmus sokoldalú szerepkörének (a vezető gazdasági szektor szerepe mellett, a társadalmi, a politikai és kulturális jelentőségének tudatosítása és elismertetése, hogy az állami struktúrában a többi klasszikus szektoréval azonos szintű képviseletet kapjon.